# Saint-Julien-de-Mailloc
Saint-Julien-de-Mailloc és un municipi francès situat al departament de Calvados i a la regió de Normandia. L'any 2007 tenia 462 habitants.

## Demografia

### Població
El 2007 la població de fet de Saint-Julien-de-Mailloc era de 462 persones. Hi havia 168 famílies de les quals 35 eren unipersonals (23 homes vivint sols i 12 dones vivint soles), 55 parelles sense fills, 70 parelles amb fills i 8 famílies monoparentals amb fills.
La població ha evolucionat segons el següent gràfic:
Habitants censats

### Habitatges
El 2007 hi havia 219 habitatges, 171 eren l'habitatge principal de la família, 35 eren segones residències i 13 estaven desocupats. 216 eren cases i 3 eren apartaments. Dels 171 habitatges principals, 159 estaven ocupats pels seus propietaris, 10 estaven llogats i ocupats pels llogaters i 2 estaven cedits a títol gratuït; 4 tenien dues cambres, 21 en tenien tres, 52 en tenien quatre i 94 en tenien cinc o més. 137 habitatges disposaven pel capbaix d'una plaça de pàrquing. A 75 habitatges hi havia un automòbil i a 87 n'hi havia dos o més.

### Piràmide de població
La piràmide de població per edats i sexe el 2009 era:
| Homes | Edats   | Dones |
| ----- | ------- | ----- |
| 0     | 95 o +  | 0     |
| 0     | 90 a 94 | 0     |
| 8     | 85 a 89 | 0     |
| 0     | 80 a 84 | 0     |
| 8     | 75 a 79 | 16    |
| 8     | 70 a 74 | 8     |
| 8     | 65 a 69 | 24    |
| 8     | 60 a 64 | 8     |
| 8     | 55 a 59 | 4     |
| 28    | 50 a 54 | 16    |
| 4     | 45 a 49 | 4     |
| 24    | 40 a 44 | 8     |
| 0     | 35 a 39 | 16    |
| 12    | 30 a 34 | 8     |
| 8     | 25 a 29 | 12    |
| 4     | 20 a 24 | 12    |
| 4     | 15 a 19 | 4     |
| 12    | 10 a 14 | 16    |
| 12    | 5 a 9   | 8     |
| 8     | 0 a 4   | 12    |

## Economia
El 2007 la població en edat de treballar era de 285 persones, 218 eren actives i 67 eren inactives. De les 218 persones actives 197 estaven ocupades (117 homes i 80 dones) i 21 estaven aturades (7 homes i 14 dones). De les 67 persones inactives 27 estaven jubilades, 18 estaven estudiant i 22 estaven classificades com a «altres inactius».

### Ingressos
El 2009 a Saint-Julien-de-Mailloc hi havia 184 unitats fiscals que integraven 510,5 persones, la mediana anual d'ingressos fiscals per persona era de 14.910 €.

### Activitats econòmiques
Dels 14 establiments que hi havia el 2007, 1 era d'una empresa de fabricació d'altres productes industrials, 3 d'empreses de construcció, 5 d'empreses de comerç i reparació d'automòbils, 1 d'una empresa financera, 3 d'empreses de serveis i 1 d'una empresa classificada com a «altres activitats de serveis».
Dels 2 establiments de servei als particulars que hi havia el 2009, 1 era una lampisteria i 1 electricista.
L'any 2000 a Saint-Julien-de-Mailloc hi havia 23 explotacions agrícoles que ocupaven un total de 525 hectàrees.

## Poblacions més properes
El següent diagrama mostra les poblacions més properes.